# Ninh Khác phi
Ninh Khác phi (chữ Hán: 寧愨妃; ? - 1694), Đổng Ngạc thị, là một phi tần của Thanh Thế Tổ Thuận Trị Hoàng đế.

## Thân thế
Ninh Khác phi xuất thân từ dòng họ Đổng Ngạc thị của Nỗ Khải Ái Tháp (努愷爱塔), thế cư ở thành quốc Đổng Ngạc (nay là huyện Hoàn Nhân tỉnh Liêu Ninh), thuộc kỳ tịch là Mãn Châu Chính Hồng kỳ. Tằng tổ phụ Hà Hòa Lễ, một trong Khai quốc Ngũ đại thần triều Thanh Thái Tổ Nỗ Nhĩ Cáp Xích, cũng là người lấy con gái cả của ông là Cố Luân Đoan Trang Công chúa. Tổ phụ Phó Đô thống Đa Tể Lý (多濟理), thân phụ Trưởng sử Khách Tế Hải (喀济海) đều làm quan trong triều.
Căn cứ Đổng Ngạc thị tộc sử liệu tập (董鄂氏族史料集), Đổng Ngạc thị cùng Hiếu Hiến Đoan Kính Hoàng hậu và Trinh phi đều là cùng tộc, đều là hậu duệ chi lớn của Nỗ Khải Ái Tháp. Tuy nhiên gia tộc của Đổng Ngạc thị hiển quý, là ["Tước để thế gia"; 爵邸世家]. Bên cạnh đó gia tộc này còn nhiều lần liên hôn với Hoàng thất, ngoại trừ ông cố Hà Hòa Lễ lấy Công chúa, chi gần Đổng Ngạc thị còn có tứ thúc là Tam đẳng Dũng Cần Đoan Khác công Hòa Thạc Đồ (和碩圖) đã lấy con gái trưởng của Lễ Liệt Thân vương Đại Thiện, ngoài ra ngũ thúc Nhị đẳng bá Đỗ Lôi (杜雷) lấy con gái thứ ba của Lễ Liệt Thân vương. Từ đây có thể thấy rõ gia thế của Đổng Ngạc thị không tầm thường.

## Đại Thanh tần phi
Cũng như nhiều phi tần khác của Thuận Trị Đế, việc bà nhập cung khi nào cũng không rõ ràng, và khi bà nhập cung được phong vị trí Thứ phi, do trong hậu cung vẫn chưa tiến hành đại sách phong. Năm Thuận Trị thứ 10 (1653), ngày 17 tháng 10 (âm lịch), Đổng Ngạc thị sinh hạ Hoàng nhị tử, tức Dụ Hiến Thân vương Phúc Toàn. Khi Thuận Trị Đế qua đời, Trinh phi bị buộc tuẫn tang, Thứ phi Đổng Ngạc thị phỏng chừng là Hoàng nhị tử sinh mẫu, hơn nữa gia thế hiển hách nên tránh được tai họa.
Năm Khang Hi thứ 12 (1673), ngày 4 tháng 12 (âm lịch), Khang Hi Đế tấn phong cho cả bốn vị Thứ phi chưa định phong của Thuận Trị Đế. Thứ phi Đổng Ngạc thị đứng hàng cuối cùng, thụ phong Hoàng khảo Ninh Khác phi (皇考寧愨妃).
Năm Khang Hi thứ 31 (1692), ngày 27 tháng 11 (âm lịch), ghi nhận [An Thành phi; 安誠妃] mang theo hai nha hoàn bồi giá, cùng cung nữ 5 người đến Vương phủ cư trú. Đây là phi tần đầu tiên của triều Thanh được ghi nhận rời khỏi Tử Cấm Thành đến cư trú ở Vương phủ. Nhưng trong nhóm góa phụ của Thuận Trị Đế, chỉ duy có Ninh Khác phi là có con trai phong Vương, nên nhiều nhận định An Thành phi chính là Ninh Khác phi. Năm thứ 33 (1694), ngày 21 tháng 6 (âm lịch), Ninh Khác phi Đổng Ngạc thị qua đời tại Vương phủ, các tài liệu về ngày mất đều chỉ ra rõ vị An Thành phi, hay [An Khác phi; 安愨妃] được ghi lại trước đó chính là Ninh Khác phi.
Ngày Ninh Khác phi mất, Công hầu bá trở xuống cùng quan viên đều tụ tập trước Dụ vương phủ. Khang Hi Đế thân nghênh Nhân Hiến Hoàng thái hậu ngự giá quan lâm, Hoàng đế còn đích thân tế rượu, mệnh dùng nghi lễ cùng cấp với Cung Tĩnh phi. Năm thứ 57 (1718), ngày 19 tháng 2 (âm lịch), kim quan của bà cùng Đoan Thuận phi A Ba Cát Bát Nhĩ Tế Cát Đặc thị bắt đầu được dời từ phụng an điện đến Hiếu Đông lăng (孝東陵), chôn cùng các phi tần khác của Thuận Trị Đế và Hiếu Huệ Chương Hoàng hậu.